# Alcyonium roseum
Alcyonium roseum is een zachte koraalsoort uit de familie Alcyoniidae. De koraalsoort komt uit het geslacht Alcyonium. Alcyonium roseum werd in 1954 voor het eerst wetenschappelijk beschreven door Tixier-Durivault. 